# Galena (Oregon)
Galena az Amerikai Egyesült Államok északnyugati részén, Oregon állam Grant megyéjében, a John Day folyó középső ágának mentén elhelyezkedő kísértetváros.
Az 1865-ben alapított bányászváros Susan Ward után a Susanville nevet vette fel.
A posta 1901-ben nyílt meg, miután a korábbi hivatalt a mai Galena területéről a bányákhoz költöztették. A település új nevét a galenitről (angolul galena) kapta. A bányák az 1860-as évektől legalább az 1940-es évekig működtek.

## Fordítás
- Ez a szócikk részben vagy egészben  a   Galena, Oregon című angol Wikipédia-szócikk ezen változatának fordításán alapul.  Az eredeti cikk szerkesztőit annak laptörténete sorolja fel. Ez a jelzés csupán a megfogalmazás eredetét és a szerzői jogokat jelzi, nem szolgál a cikkben szereplő információk forrásmegjelöléseként.